# گمینا بوزوو
گمینا بوزوو (به لهستانی:  Gmina Budzów) یک گمینا در لهستان است که در شهرستان سوخا واقع شده‌است. گمینا بوزوو ۷۳٫۴۱ کیلومتر مربع مساحت و ۸٬۳۱۱ نفر جمعیت دارد.